# Stazione di Montereale Valcellina
La stazione di Montereale Valcellina è una delle stazioni ferroviarie del Friuli-Venezia Giulia, in provincia di Pordenone, che si trova sulla linea ferroviaria Sacile-Pinzano.

## Storia
La stazione venne inaugurata il 28 ottobre 1930 quando venne aperto il tratto ferroviario che collegava la stazione di Sacile con la stazione di Pinzano.
Fino al 1931 era denominata «Montereale Cellina»; in tale data assunse la nuova denominazione di «Montereale Valcellina».

## Movimento
Il servizio passeggeri regionale è svolto da Trenitalia lungo la relazione Sacile – Pinzano – Gemona. Dal luglio 2012 al 9 dicembre 2017, il servizio ferroviario è stato sostituito da autocorse; dal 10 dicembre 2017, il servizio nella stazione è ripreso, grazie alla parziale riapertura della ferrovia, tra Sacile e Maniago.